# Aepfelkam
Aepfelkam ist ein Gemeindeteil von Ebersberg im oberbayerischen Landkreis Ebersberg. Der Weiler liegt circa drei Kilometer südöstlich von Ebersberg.

## Baudenkmäler
Siehe auch: Liste der Baudenkmäler in Aepfelkam
- Hofkapelle, erbaut 1854